# Огастус (гора)
Огастус (англ. Mount Augustus) — крупнейший по величине монолит в Австралии. Расположен в западной её части, на территории одноимённого национального парка. Гора Огастус, предположительно, крупнейший монолит на планете. Вершина находится на высоте 1105 м над уровнем моря, или примерно 860 метров над окружающей равниной.. Огастус занимает площадь около 47,95 км².